# Kishikawa Yoshitaka
Yoshitaka Kishikawa (sinh ngày 16 tháng 1 năm 1979) là một cầu thủ bóng đá người Nhật Bản.

## Sự nghiệp câu lạc bộ
Yoshitaka Kishikawa đã từng chơi cho Yokohama Flügels, Omiya Ardija và Nagoya Grampus Eight.